# Сан-Джузеппе-Ято
Сан-Джузеппе-Ято (итал. San Giuseppe Jato, сиц. San Giuseppi Jatu) — коммуна в Италии, располагается в регионе Сицилия, в провинции Палермо.
Население составляет 8349 человек (2008 г.), плотность населения — 288 чел./км². Занимает площадь 29 км². Почтовый индекс — 90048. Телефонный код — 091.
Покровительницей коммуны почитается Пресвятая Богородица (Madonna della Divina Provvidenza), празднование с 13 по 16 августа.

## Демография
Динамика населения:

## Администрация коммуны
- Официальный сайт: http://www.comune.sangiuseppejato.pa.it/